# Kamienica Wildera w Warszawie
Kamienica Wildera – zabytkowa kamienica znajdująca się przy ul. Bagatela 10 w warszawskiej dzielnicy Śródmieście.

## Opis
Sześciopiętrowa kamienica została wzniesiona w latach 1911–1912 według projektu Józefa Napoleona Czerwińskiego i Wacława Heppena (upamiętnia ich napis na frontowej ścianie budynku). Wyróżnia ją jednorodność secesyjnego opracowania bryły budynku, fasady oraz detalu architektonicznego.
Kamienica ma układ półtorapodwórzowy zamknięty. Na zwieńczonej zaokrąglonym szczytem z oculusem fasadzie znajdują się dwa identyczne czterokondygnacyjne, trójosiowe zaokrąglone wykusze z najwyższą kondygnacją w formie loggi. Podstawy wykuszy i szczyt wieńczący budynek wypełnia sztukateria z liści i owoców winorośli. Główne wejście prowadzi do przejazdu bramnego z trójskrzydłowymi drewnianymi wrotami o wysokości dwóch kondygnacji. W przejeździe bramnym znajdują się sztukaterie z liści i owoców leszczyny na pilastrach i żebrach sklepienia oraz jabłoni z owocami w nadprożu drzwi.
W 1921 roku w kamienicy urodził się (i do 1936 roku mieszkał) Krzysztof Kamil Baczyński, co upamiętnia tablica odsłonięta w 1981 roku.
W czasie remontu w 1989 roku zniszczono część bogatej secesyjnej florystycznej ornamentyki. W tym samym roku kamienica została wpisana do rejestru zabytków.